# Otto Brunfels

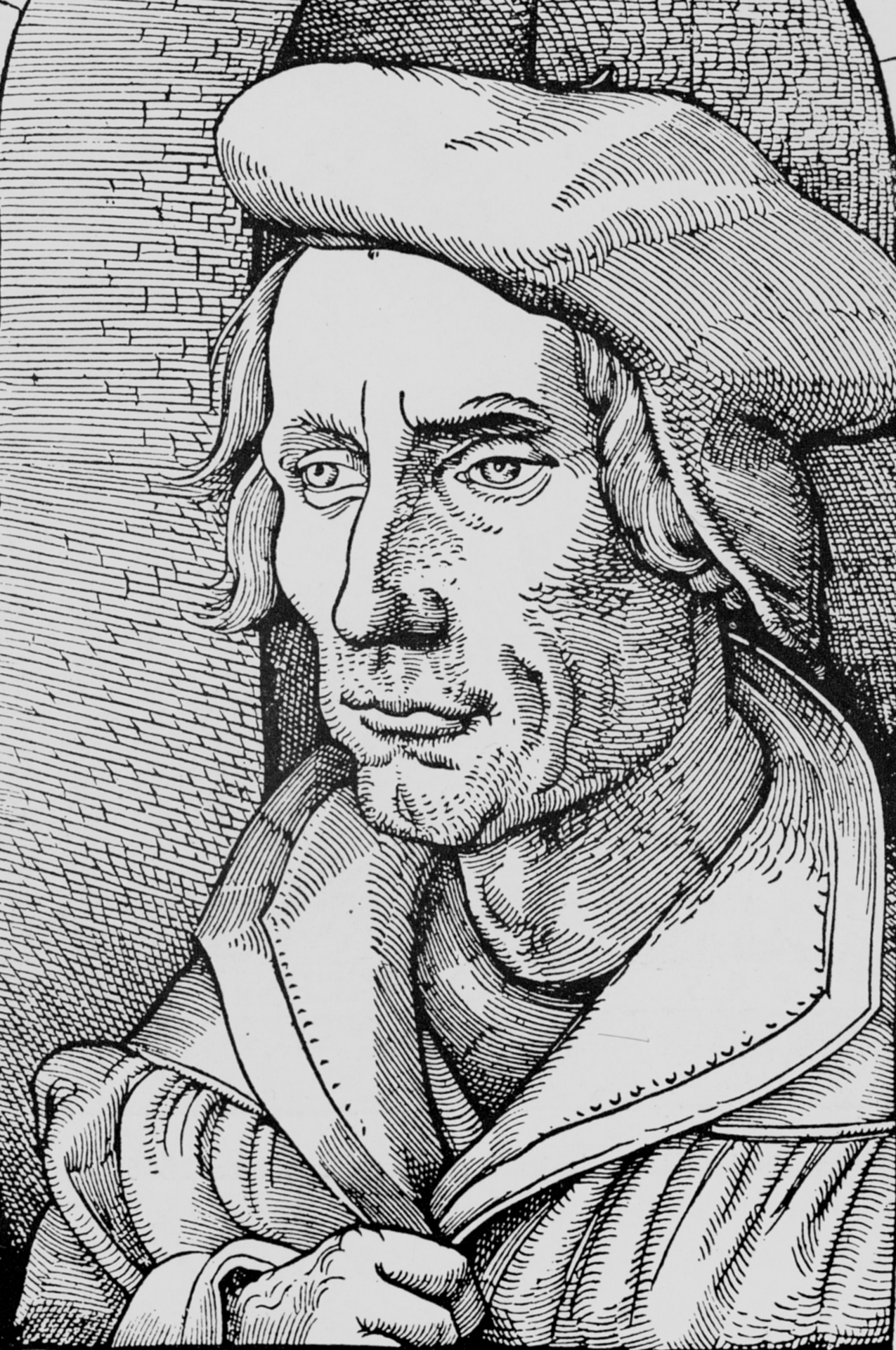
Otto Brunfels (1488–1534)

Otto Brunfels (ook (Otho) Brunfels, Brunsfels, Braunfels) (Mainz, 1488 – Bern, 23 november 1534) was een Duitse theoloog, humanist, predikant, kerkhistoricus, arts en botanicus.

## Levensloop
Otto Brunfels werd geboren in Mainz in 1488. Hij studeerde filosofie en theologie aan de Universiteit van Mainz, waar hij in 1508/1509 de graad van Magister artium verwierf. Hij trad in in het kartuizerklooster van Mainz en later in het kartuizerklooster van Königshofen bij Straatsburg.
Brunfels kwam mede door Franz von Sickingen, Ulrich von Hutten en een aantal Erasmianen in contact met de reformatie, verliet het klooster en werd in 1521 op voorspraak van Von Hutten en de geleerde priester Johannes Indagine beroepen als protestants predikant in Steinau an der Straße en later, na een conflict met Petrus Meyer, op voorspraak van de humanist Wilhelm Nesen, in Neuenburg am Rhein. Vervolgens werd hij hoofd van een karmelietenschool in Straatsburg.
Na de dood van zijn vriend Ulrich von Hutten in 1523 schreef hij Othonis Brvnfelsii Pro Vlricho Hutteno defuncto ad Erasmi Roter. Spongiam Responsio, waarin hij partij koos voor Von Hutten in diens polemiek met Desiderius Erasmus. Hij wijdde in 1524 een boek aan de voorloper van de reformatie Johannes Hus (1369/1370–1415) en nam afstand van ideeën van Maarten Luther en Ulrich Zwingli. Hij ontwikkelde meer affiniteit met de theologie van de wederdopers.
Nog in 1540, na zijn dood, werden de ideeën van Brunfels door de rooms-katholieke kerk als ketters en gevaarlijk beschouwd: zijn werk stond op de Index van Leuven.
In Straatsburg kwam hij in contact met de jurist Nikolaus Gerbel, die zijn belangstelling wekte voor de genezende kracht van planten. Hij besloot om geneeskunde te gaan studeren aan de Universiteit van Bazel, waar hij in 1530 de graad van doctor verwierf. In 1532 werd hij benoemd tot stadsarts van Bern, waar hij tot zijn dood in 1534 zou blijven.
Naast zijn theologische verhandelingen publiceerde Brunfels over pedagogiek, Arabische linguïstiek, entomologie en de samenhang tussen astrologie en geneeskunde (Artificium de applicatione Astrologiae ad Medicinam, 1531).

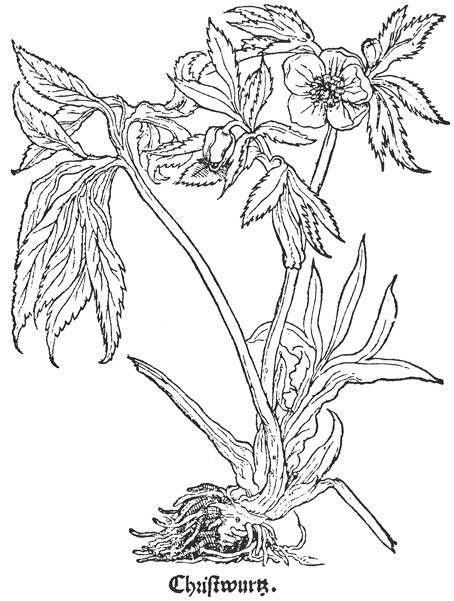
"Christwurz" (Helleborus niger) uit: Herbarum vivae eicones (1530–1536)

Brunfels' blijvende reputatie is vooral te danken aan zijn publicaties over plantkunde, met name zijn kruidboeken Herbarum vivae eicones (1530 en 1536, drie delen) en zijn Contrafayt Kräuterbuch (1532–1537, twee delen). In deze boeken beschreef Brunfels de Duitse planten die hij tegenkwam in zijn botanische onderzoek, en voorzag ze van Duitse vernaculaire namen. Hij leunde niet primair op de klassieke plantkundige onderzoeken zoals die van Dioscorides, maar vertrouwde op zijn eigen observaties. Het belang van Brunfels' botanische werken is in grote mate ook te danken aan de houtsnedes van Hans Weiditz, die geen afbeeldingen van anderen hergebruikte, maar de houtsnedes maakte louter op basis van eigen waarnemingen.
Als hommage aan Brunfels noemde Charles Plumier in 1703 een geslacht in de familie Solanaceae naar Brunfels: de Brunfelsia. Linnaeus nam die naam in 1742 over.

## Werken (selectie)

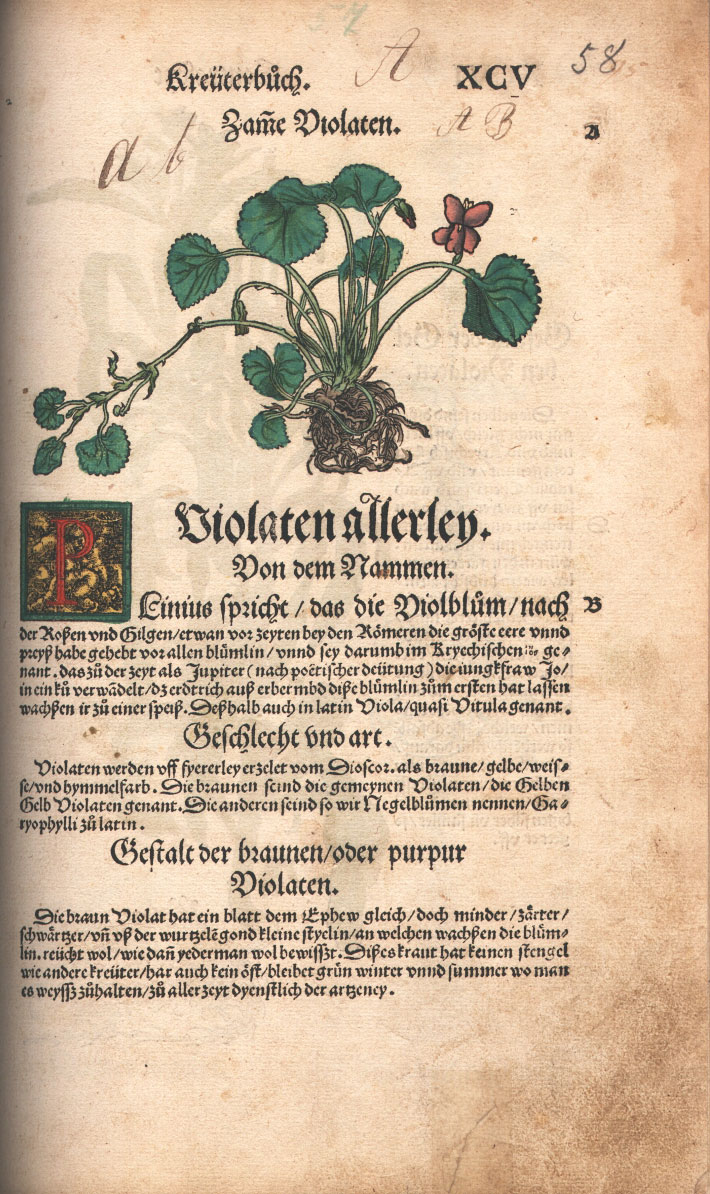
Contrafayt Kreüterbuch

- Othonis Brvnfelsii Pro Vlricho Hutteno defuncto ad Erasmi Roter. Spongiam Responsio (1523)
- Processus consistorialis Martyrii Io. Huss (1524)
- Pandectarum Veteris et Novi Testamenti (1527)
- Catalogi virorum illustrium veteris et novi testamenti (1527)
- Catechesis puerorum in fide, in literis et in moribus (1529)
- Herbarum vivae eicones, 3 delen. (1530–1536)
- Catalogus illustrium medicorum seu de primis medicinae scriptoribus (1530)
- Iatron medicamentorum simplicium (1533)
- Contrafayt Kreüterbuch (mit naturgetreuen Abb. v. Hans Weiditz), 2 Vols., (1532–1537)
- Onomastikon medicinae, continens omnia nomina herbarum, fruticum etc. (1534)
- Reformation der Apotecken … (met Hans Eles), Straatsburg 1536 (gedigitaliseerd)
- Epitome medices, summam totius medicinae complectens (1540)
- In Dioscoridis historiam plantarum certissima adaptatio (1543)
- Von allerhandt apotheckischen Confectionen, Lattwergen, Oel, Pillulen, Träncken, Trociscen, Zucker scheiblein, Salben unnd Pflastern etc. : wie, wenn und warzu man jeses brauchen soll. Gülfferich, Frankfurt am Main (1552)